# Bacchanterne
Bacchanterne er et græsk drama skrevet af Euripides. I stykket medvirker blandt andre Dionysos, Teiresias og Kadmos. Stykket havde premiere på Dionysia-festivalen i 405 f.Kr.
| Kunst og kultur | Spire Denne artikel om scenekunst og teater er en spire som bør udbygges. Du er velkommen til at hjælpe Wikipedia ved at udvide den. |